# Себастиан Фолкс
Себастиан Фолкс (на английски: Sebastian Faulks) е английски журналист и писател на бестселъри в жанра исторически роман и трилър.

## Биография и творчество
Себастиан Чарлз Фолкс е роден на 20 април 1953 г. в Донингтън, Бъркшър, Англия, в семейството на Питър Роналд Фолкс, съдия, и Памела Лоулес, актриса. Има по-голям брат. Израства в Нюбъри. От малък обича да чете много и желае да стане писател. След завършване на училище „Елстри“ в Рединг учи в Уелингтън Колидж в Бъркшър. След гимназията за около година живее в Париж, където учи френски език. През 1974 г. завършва с отличие и бакалавърска степен по английска филология Еманюел Колидж на Кеймбриджкия университет.
След дипломирането си за около година живее в Бристол, където опитва да пише. В периода 1975 – 1979 г. работи като учител по английски и френски език в „International School“ в Лондон. През 1977 г. се включва в малкия литературен клуб „Ново литературно общество“, където става приятел с писателя Дейвид Хюз. През 1979 г. започва работа като журналист в „Дейли Телеграф“, а през 1983 – 1986 г. е журналист в „Сънди телеграф“.
Докато работи като журналист продължава да пише романи и успява да завърши четвъртия си ръкопис. Първият му роман „A Trick of the Light“ е публикуван през 1984 г.
През 1986 г. става първият литературен редактор на „Индипендънт", а през 1989 г. става заместник главен редактор на „Сънди Индипендънт“, до напускането си през 1991 г.
През 1989 г. се жени за Вероника Юлтън. Имат три деца – Уилям, Артър и Холи.
Продължава да пише и през 1989 г. излиза романът му „The Girl at the Lion d'Or“, а през 1992 г. „A Fool's Alphabet“, но и двата нямат особен успех.
След напускането на „Индипендънт“ работи на свободна практика като колумнист за „Гардиън“ и в продължение на две години за „Ивнинг Стандарт“.
През 1993 г. е издаден романът му „Птича песен“. Главният герой, англичанинът Стивън Рейсфорд, отсяда в Амиен при заможното френско семейство Азер и се влюбва в нещастно омъжената Изабел. Тяхната връзка е обречена и той заминава като доброволец на Западния фронт, запазвайки своя копнеж сред руините на войната. Романът става бестселър и е определен от Би Би Си и „Обзървър“ за един от най-значимите британски романи. През 2012 г. е екранизиран в едноименния мини сериал с участието на Еди Редмейн, Клеманс Поези и Матю Гуд.
През 1993 г. е избран за научен сътрудник на Кралското общество за литература.
В периода 1995 – 1996 г. живее със семейството си близо до Ажен във Франция и пише романа си „Шарлот Грей“, който е издаден през 1998 г. Главната героиня е млада шотландка, която е учила във Франция. По време на Втората световна война се влюбва в млад пилот и вербувана от тайните служби за куриер за френската съпротива. Заедно с мисията си във Франция, тя търси своя любим, който е свален, и се среща с приятелства и предателства не губейки своята надежда. През 2001 г. романът е едноименния филм с участието на Кейт Бланшет и Джеймс Флийт.
За ознаменуване на 100-годишнината от рождението на Иън Флеминг е избран да напише поредния роман за приключенията на супершпионина Джеймс Бонд. Романът му „Дяволът не обича да чака“ е публикуван през 2008 г.
През 2002 г. за заслугите му към литературата е удостоен с отличието Командор на Ордена на Британската империя. През 2007 г. е обявен за почетен сътрудник на Еманюел Колидж.
През 2014 г. става една от 200-те публични личности, които се обявяват с писмо против независимостта на Шотландия.
Себастиан Фолкс живее със семейството си в Лондон.

## Произведения

### Самостоятелни романи
- A Trick of the Light (1984)
- The Girl at the Lion d'Or (1989)
- A Fool's Alphabet (1992)
- Birdsong (1993) – награда „Джеймс Тейт Блек“
Птича песен, изд.: „Пергамент Прес“, София (2014), прев. Елена Кодинова
- Charlotte Gray (1998)
- On Green Dolphin Street (2001)
- Human Traces (2005)
- Engleby (2007)
- A Week in December (2009)
- A Possible Life (2012)
- Jeeves and the Wedding Bells (2013)
Джийвс и сватбените камбани, изд.: „Сиела“, София (2015), прев. Красимир Желязков
- Where My Heart Used to Beat (2015)

### Участие в общи серии с други писатели

#### Серия „Джеймс Бонд“ (James Bond)
36. Devil May Care (2008) – британска награда за литература
Дяволът не обича да чака, изд.: ИК „Обсидиан“, София (2008), прев. Боян Дамянов
от серията има още 38 романа от различни автори (вкл. 14 от основоположника Иън Флеминг)

### Новели
- Jack Firebrace's War (2014)

### Сборници
- Ox-Tales:Fire (2009) – с Джеф Дайър, Марк Хадън, Виктория Хислъп, Джон льо Каре, Викрам Сет, Лионел Шрайвър, Али Смит, Уилям Сътклиф, Джанет Уинтърсън и Сяолу Гуо

### Екранизации
- 2001 Шарлот Грей, Charlotte Gray
- 2003 The Sunday Programme – ТВ сериал, 1 епизод по „Birdsong“
- 2011 Faulks on Fiction – документален ТВ сериал, 2 епизода
- 2012 Птича песен, Birdsong – ТВ минисериал, 2 епизода, изпълнителен продуцент
- 2012 Masterpiece Theatre – ТВ сериал, 1 епизод по „Birdsong“, продуцент